# Ілішево
Ілішево (рос. Илишево, башк. Илеш) — присілок у складі Ілішевського району Башкортостану, Росія. Входить до складу Ябалаковської сільської ради.
Населення — 409 осіб (2010; 436 у 2002).
Національний склад:
- башкири — 94 %